# Manuel Enríquez Rosero
Manuel Mesías Enríquez Rosero es un abogado y político colombiano, nacido en el corregimiento de Chiles, municipio de Cumbal, en el departamento de Nariño. Es miembro del Partido de la U y ha sido elegido por elección popular para integrar el Senado y la Cámara de Representantes de Colombia.

## Biografía
Enríquez Rosero estudió en los municipios de Aldana e Ipiales la educación básica, mientras que en Bogotá obtuvo el título de abogado en la Universidad Libre de Colombia. Es especialista en Derecho Laboral y Magíster en Estudios Políticos y Relaciones Internacionales de la Pontificia Universidad Javeriana.
Desde 1986 ha estado vinculado al Congreso; inicialmente como Jefe de Archivo del Senado (1986-1988) y posteriormente como Secretario General de la Comisión VII (1988-1998) y Secretario General del Senado (1998-2001). En 2002 fue elegido Representante a la Cámara por Nariño y se vinculó posteriormente al Partido de la U, por el que ha salido elegido Senador en 2006 y 2010. Fue Presidente de la Comisión VII de la Cámara y comisión II del senado y la comisión de ética de la misma corporación.[cita requerida] En 2018 es nombrado Embajador de Colombia en Ecuador.

## Congresista de Colombia
En las elecciones legislativas de Colombia de 2006, Enríquez Rosero fue elegido senador de la república de Colombia con un total de 27.890 votos. Posteriormente en las elecciones legislativas de Colombia de 2010, Enríquez Rosero fue reelecto senador con un total de 47.314 votos.
En las elecciones legislativas de Colombia de 2002, Enríquez Rosero fue elegido miembro de la Cámara de Representantes de Colombia con un total de 49.006 votos.

## Embajador
Es nombrado Embajador de Colombia en Ecuador, en octubre de 2018 por el presidente Iván Duque Márquez, en reemplazo de Fernando Alzate, el cual se manifestó que sus funciones consulares en Ecuador estarán centradas en asistir a los colombianos frente a las diversas necesidades que tengan, fomentar el desarrollo de las relaciones comerciales, económicas, culturales y prestar asistencia a los colombianos residentes en el país vecino.

### Iniciativas
El legado legislativo de Manuel Mesías Enríquez Rosero se identificó por su participación en las siguientes iniciativas desde el congreso:

- Garantizar la justicia restaurativa, la verdad y la reparación del daño de la Infancia y Adolescencia.[6]
- Expedir el Estatuto de Ciudadanía Juvenil.[7]
- Expedir la Ley General de Pesca y Acuicultura.[8]
- Permitir la reelección inmediata de Gobernadores y Alcaldes solo para el siguiente periodo.[9]
- Crear el Primer Empleo para la Juventud en Colombia.[10]
- Crea un Tribunal Nacional Especial para investigar y juzgar penal y disciplinariamente a algunos altos funcionarios del Estado (Archivado).[11]
- Crear el Sistema Nacional de Migraciones.[12]
- Reforma la integración del Senado, creando circunscripciones electorales especiales para los Llanos orientales, la Amazonia y las comunidades afrocolombianas.[13]
- Convocar a un referendo constitucional y se somete a consideración del pueblo un proyecto de reforma constitucional (Archivado).[14]
- Preservar el equilibrio de poderes, pesos y contrapesos consagrados en la Constitución Política, sin afectar el sistema de colaboración armónica establecida por el constituyente de 1991 (Archivado).[15]

## Carrera política
Su trayectoria política se ha identificado por:

### Partidos políticos
A lo largo de su carrera ha representado los siguientes partidos:
| Partido político            | Fecha Inicio        | Fecha Fin           |
| Partido de la U             | 1 de agosto de 2005 |                     |
| Convergencia Popular Cívica | 20 de julio de 2002 | 1 de agosto de 2005 |

### Cargos públicos
Entre los cargos públicos ocupados por Manuel Mesías Enríquez Rosero, se identifican:
| Cargo público             | Partido político            | Fecha Inicio          | Fecha Fin           |
| Embajador de Colombia     | Partido de la U             | 11 de octubre de 2018 |                     |
| Senador de la República   | Partido de la U             | 20 de julio de 2010   | 19 de julio de 2018 |
| Senador de la República   | Partido de la U             | 20 de julio de 2006   | 19 de julio de 2010 |
| Representante a la Cámara | Convergencia Popular Cívica | 20 de julio de 2002   | 19 de julio de 2006 |